# جيم بيرت
جيم بيرت (بالإنجليزية: Jim Burt)‏ هو صحفي أمريكي، ولد في 22 يونيو 1918، وتوفي في 5 يوليو 1993.